# V404 Cygni
V404 Cygni est une binaire X à faible masse, c'est-à-dire un système binaire possédant une étoile ordinaire relativement peu massive en rotation autour d'un objet compact. Il est quasiment avéré que l'objet compact est un trou noir. À moins que ce ne soit une Étoile Q, dont l'effondrement n'est pas total, il fait donc probablement partie des rares trous noirs stellaires clairement identifiés.
V404 Cygni est situé à environ 8 000 al du Système solaire dans la constellation du Cygne.

## Histoire
V404 Cygni a d'abord été catalogué comme étoile variable, qui a connu une phase de nova (c'est-à-dire une brusque augmentation de son éclat) en 1938. Le nom de Nova Cygni 1938 lui est ainsi également associé, quoique largement moins usité que V404 Cygni. L'intérêt pour cet objet a cependant attendu plus de 50 ans après sa découverte et une nouvelle phase de nova en 1989. Cette phase put être observée par les satellites destinés à l'observation des rayons X, notamment Ginga qui catalogua au moment de la nova observée dans le domaine visible une source variable de rayons X à la même position, nommée GS 2023+338.
En juin 2015, un satellite d'observation de l'ESA détecte une bouffée de rayons X et de rayons gamma en provenance de V404 Cygni, signe que le trou noir absorbe de grandes quantités de matière. La présence de tels signaux remonte à 26 ans.

## Caractéristiques physiques
V404 Cygni est une binaire X à longue période. Avec une période orbitale de 6,47 jours, c'est le second système de ce type du point de vue de la période, loin derrière GRS 1915+105 et sa période de 33 jours et demi. L'analyse de la lumière émise par l'étoile ordinaire révèle que son type spectral est K0 IV, ce qui en fait une étoile moins massive que le Soleil. L'étude de la vitesse orbitale de cette étoile par spectroscopie permet de calculer une quantité appelée fonction de masse qui donne une limite inférieure à la masse de l'objet sombre. Cette fonction de masse vaut 6,08±0,06 masses solaires, bien au-dessus de la masse maximale de tout objet compact autre qu'un trou noir (naine blanche ou étoile à neutrons). La masse de ce trou noir est en réalité significativement supérieure à la fonction de masse, étant estimée à 12±2 masses solaires.
De la périphérie du trou noir est émis un jet de matière dont la direction varie rapidement.